# Ipoella fidelis
Ipoella fidelis är en insektsart som beskrevs av Evans 1934. Ipoella fidelis ingår i släktet Ipoella och familjen dvärgstritar. Inga underarter finns listade i Catalogue of Life.